# Pedro Costantini
Pedro Costantini (Rosario, Provincia de Santa Fe, Argentina; 1 de agosto de 2005) es un futbolista argentino. Juega como lateral izquierdo en el Metropolitan FA de la Primera División de Puerto Rico.

## Trayectoria
Pedro Costantini comenzó su formación futbolística en las divisiones inferiores del Club Atlético Newell’s Old Boys entre 2013 y 2015. Luego continuó su desarrollo en el Club Atlético Provincial de Rosario desde 2016 hasta 2018, año en el que fue convocado para integrar la Selección Sub-13 de la Liga Rosarina, representando a la ciudad en un torneo regional disputado en Reconquista, Santa Fe, con clasificación al Torneo Nacional. 
Ese mismo año regresó a Newell’s Old Boys, donde completó su etapa formativa entre 2019 y 2023, participando en los torneos juveniles organizados por la Asociación del Fútbol Argentino (AFA).
En 2024 se incorporó al Metropolitan Football Academy, club de la Primera División de Puerto Rico. Su debut profesional fue en el Estadio Residencial Juan Cordero Dávila frente a Puerto Rico Sol, donde además brindó su primera asistencia como profesional.
Ese mismo año participó en la CONCACAF Caribbean Club Shield, torneo internacional disputado en Curazao. En dicha competencia enfrentó al SWA Sharks de Islas Turcas y Caicos y al Club Atlético Pantoja de República Dominicana, jugando en el Stadion Rignaal Jean Francisca de Willemstad.

## Estadísticas

### Clubes
| Club                                                                                                | Div.          | Temporada     | Liga  | Liga  | Liga   | Copas nacionales | Copas nacionales | Copas nacionales | Copas internacionales(1) | Copas internacionales(1) | Copas internacionales(1) | Total(2) | Total(2) | Total(2) | Media goleadora |
| Club                                                                                                | Div.          | Temporada     | Part. | Goles | Asist. | Part.            | Goles            | Asist.           | Part.                    | Goles                    | Asist.                   | Part.    | Goles    | Asist.   | Media goleadora |
| --------------------------------------------------------------------------------------------------- | ------------- | ------------- | ----- | ----- | ------ | ---------------- | ---------------- | ---------------- | ------------------------ | ------------------------ | ------------------------ | -------- | -------- | -------- | --------------- |
| Metropolitan F. A. Puerto Rico                                                                      | 1.ª           | C. 2024       | 8     | 2     | 3      | 0                | 0                | 0                | 2                        | 0                        | 0                        | 10       | 2        | 3        | 0.2             |
| Metropolitan F. A. Puerto Rico                                                                      | Total club    | Total club    | 8     | 2     | 3      | 0                | 0                | 0                | 2                        | 0                        | 0                        | 10       | 2        | 3        | 0.2             |
| Total carrera                                                                                       | Total carrera | Total carrera | 8     | 2     | 3      | 0                | 0                | 0                | 2                        | 0                        | 0                        | 10       | 2        | 3        | 0.2             |
| (1) Incluye datos de la CONCACAF Caribbean Club Shield. (2) No incluye goles en partidos amistosos. |               |               |       |       |        |                  |                  |                  |                          |                          |                          |          |          |          |                 |